# Mészáros Károly (újságíró)
Mészáros Károly (Kisújszállás, 1829. január 13. – Budapest, Józsefváros, 1879. február 25.) hírlapíró, szerkesztő.

## Élete
Mészáros István iparos és Gorzsás Lidia fia. A gimnázium alsóbb osztályait szülőhelyén, a felsőbbeket Debrecenben a református kollégiumban végezte. A szabadságharc alatt beállt honvédnek és tüzérhadnagy lett és ekkor szerkesztette Debrecenben a Repülő Lapokat Dongó néven. A szabadságharc után Debrecenben tartózkodott és ott adta ki Dongó című lapját 1861-ben. 1861 végén Pesten telepedett le: A főváros eredeti alakja volt a vézna alacsony emberke, aki szűk magyar nadrágban, fekete bolyhos szűrben és darutollas kalapban járt-kelt Budapest utcáin. A kiegyezés után a szélsőbalt szolgálta, szerkesztette és kiadta a Ludas Matyi című humorisztikus lapot 1867–68-ban és 1871–73-ban; ebben állandóan ostorozta a Deák-pártot; egy alkalommal közerkölcsiségbe ütköző szatíráért sajtópert kapott, az esküdtszék elítélte és börtönbe zárták. Népszerűsége az 1860-as években virágzott legjobban az alsóbb néposztályban. Szerkesztette még a Népszava című hetilapot is 1868-tól 1872-ig. A fúzió után Mészáros egyszerre szerepet cserélt, beállott kormánypártinak és Kortes címmel új élclapot adott ki 1875-ben, melyben volt pártolóit, a szélsőbalt kezdte kifigurázni. A Kortes támogatás hiányában megbukott. Így lézengett az egykori híréből kiesett Mészáros minden kereset nélkül. Több évig betegeskedett; később régi barátja, Tóth István a rákospalotai bíró adott menedéket az anyagilag tönkre jutott és keresetképtelenné vált embernek. Végső napjaiban átvitette magát a Rókus-kórházba, ott halt meg 1879. február 25-én, 50. évében.
Álneve: Dongó.

## Munkái
- A legnagyobb magyar sárvári és felsővidéki gróf Széchenyi István életleírása XII énekben. Debrecen, 1860.
- Magyarország alkotmányos dala a nép számára. Debrecen, 1860.
- Kossuth Lajos bucsuja a magyar néphez. Debrecen, 1861.
- Dongó fullánkok, vagy recept álmos emberek számára. Debrecen, 1861.
- Garibaldi a hires vörös inges vezér életrajza. Debrecen, 1861.
- III. Napoleon franczia császár élettörténete, annak trónraléptéig. Debrecen, 1861. (Versekben).
- Debreczeni Kis Tükör. Vásárfiául ajánlja a Dongó. Debrecen, 1862.
- Kis vadaskert jó gyermekeknek. Színezett képekkel. Debrecen, 1863. (és 1870).
- Felfordult világ. Pest, 1863.
- Önvédelmi beszéd az 1868. márcz. 30. tartott esküdtszéki tárgyalás alkalmával. Pest, 1868.
- Kossuth Lajos és fiainak az 1867-ben megjelent összes leveleik. Kiadja Szodoray Sándor. Uo. 1868.
- Nemzeti Kürt VI énekben. Budapest, 1878.

Szerkesztette még az említett hírlapokon kívül a Házi Naptárt 1866-ra és a Ludas Matyi humorisztikus képes Naptárát 1869-re Pesten, valamint rendszeresen írt a 48-ban rövid ideig létező Jövő c. napilapnak.